# Copand
Copand (früher Copandul de Mureș; ungarisch Maroskoppánd, deutsch Bussendorf) ist ein rumänisches Dorf im Kreis Alba in Siebenbürgen. Es ist Teil der Gemeinde Noșlac (Großhaus).
Der Ort ist auch unter den ungarischen Bezeichnungen Magyarkoppánd und Koppánd bekannt.

## Geographische Lage

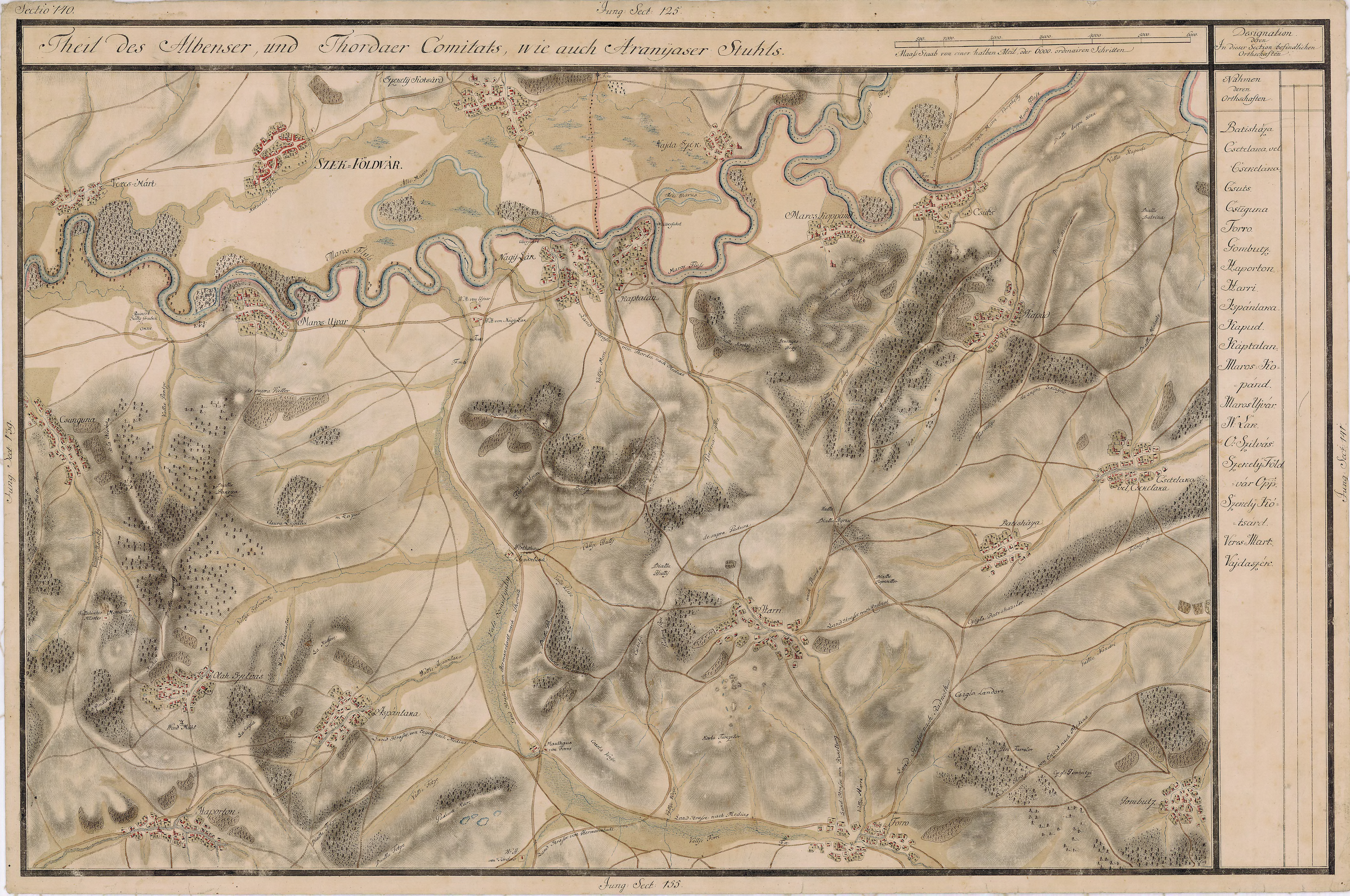
Copand unter Maros Kopánd in der Josephinischen Landaufnahme von 1767 bis 1773

Copand liegt im Südwesten des Siebenbürgischen Beckens auf der linken Seite des Flusses Mureș (Mieresch). Im Nordosten des Kreises Alba, an der Kreisstraße (drum județean) DJ 107G gelegen, befindet sich der Ort 7 Kilometer nordöstlich vom Gemeindezentrum entfernt. Die nächstgelegene Kleinstadt Ocna Mureș (Miereschhall) befindet sich elf Kilometer südwestlich von Copand entfernt. Der nächstgelegene Bahnhof befindet sich in Gura Arieșului an der Bahnstrecke Alba Iulia–Târgu Mureș, etwa 3 Kilometer Luftlinie auf der gegenüberliegenden Uferseite des Mureș.

## Geschichte
Copand wurde um 1260 erstmals urkundlich erwähnt. Im 17. Jahrhundert war der Ort ein ungarisches Hörigendorf der Adelsfamilie Kemény; im 18. Jahrhundert der Adelsfamilie Bánffy.

## Bevölkerung
Die höchste Einwohnerzahl in Copand (417) und auch gleichzeitig die der Magyaren (217), wurde 1900, die der Rumänen (231) 1850 ermittelt. Des Weiteren bekannten sich 1850 neun Einwohner als Roma, 1880 und 1900 je einer als Rumäniendeutscher. Von den 197 Einwohnern des Ortes im Jahr 2002 bezeichnen sich 114 als Rumänen und 83 als Ungarn.

## Sehenswürdigkeiten
- Die Holzkirche Sfinții Arhangheli Mihail și Gavriil, 1856 hier in Copand erneut aufgestellt, steht unter Denkmalschutz.[5]
- Die reformierte Kirche, im 17. Jahrhundert errichtet

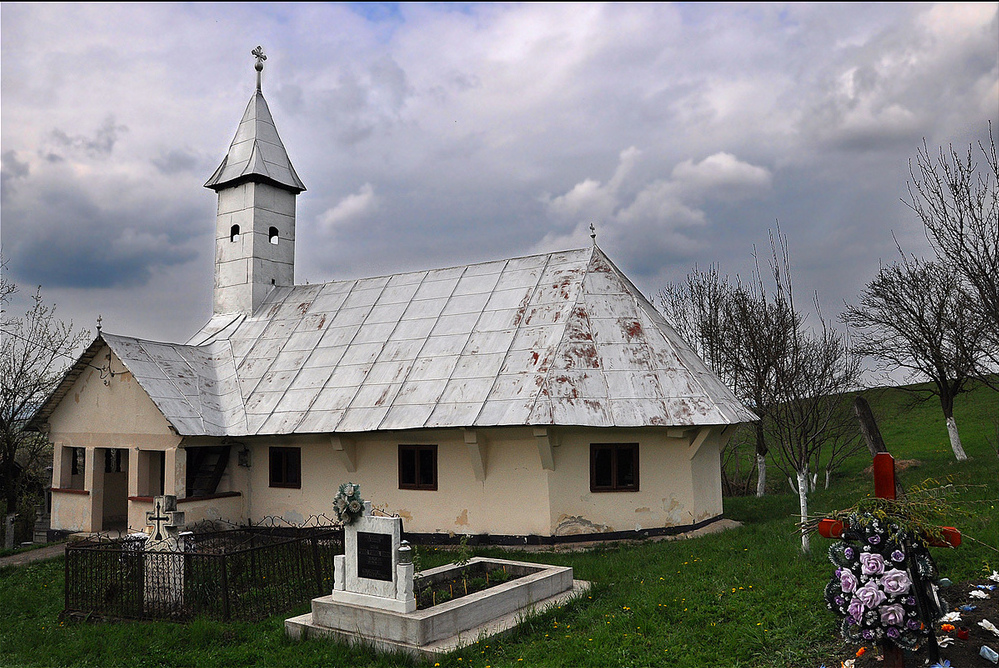
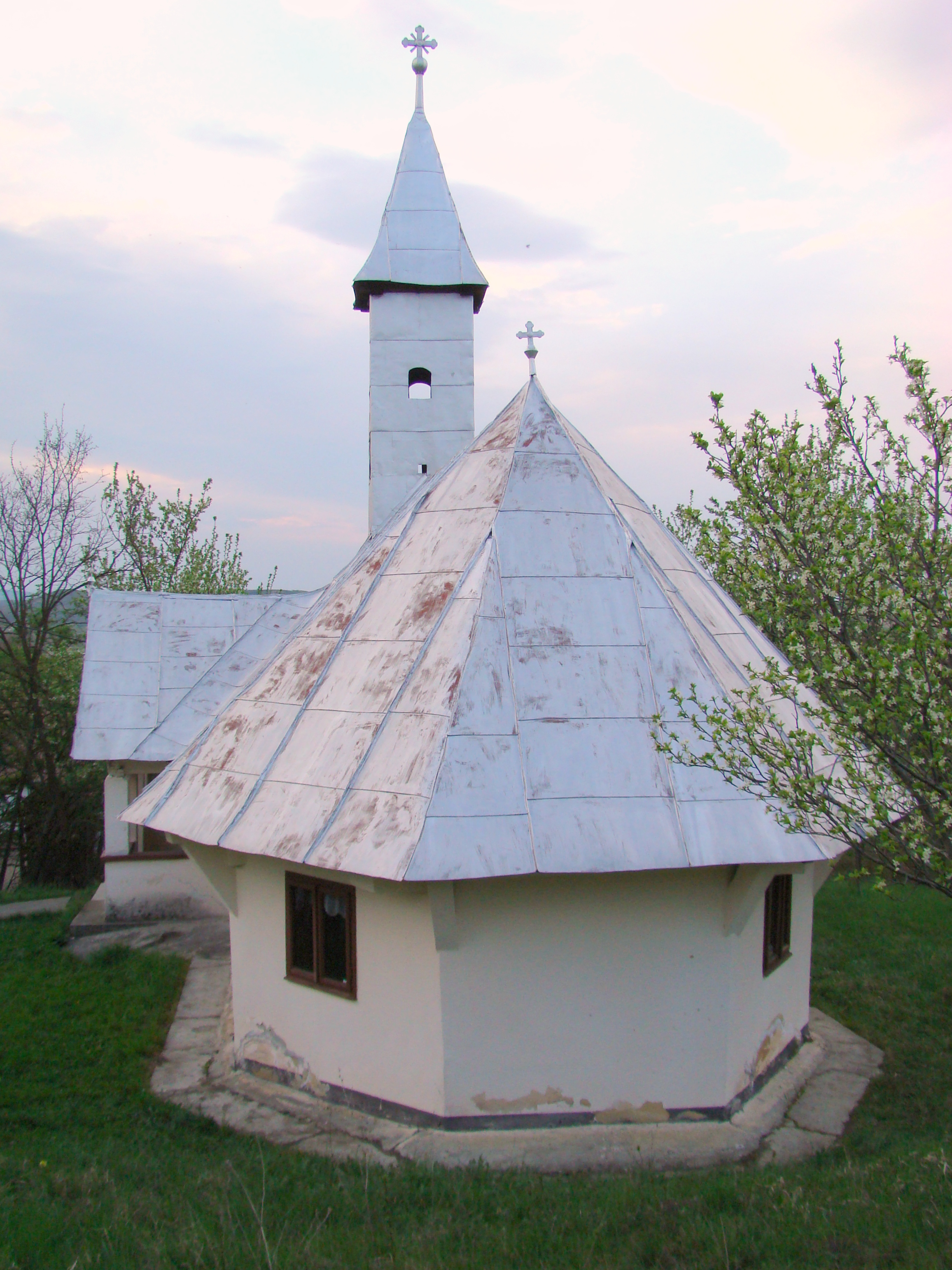
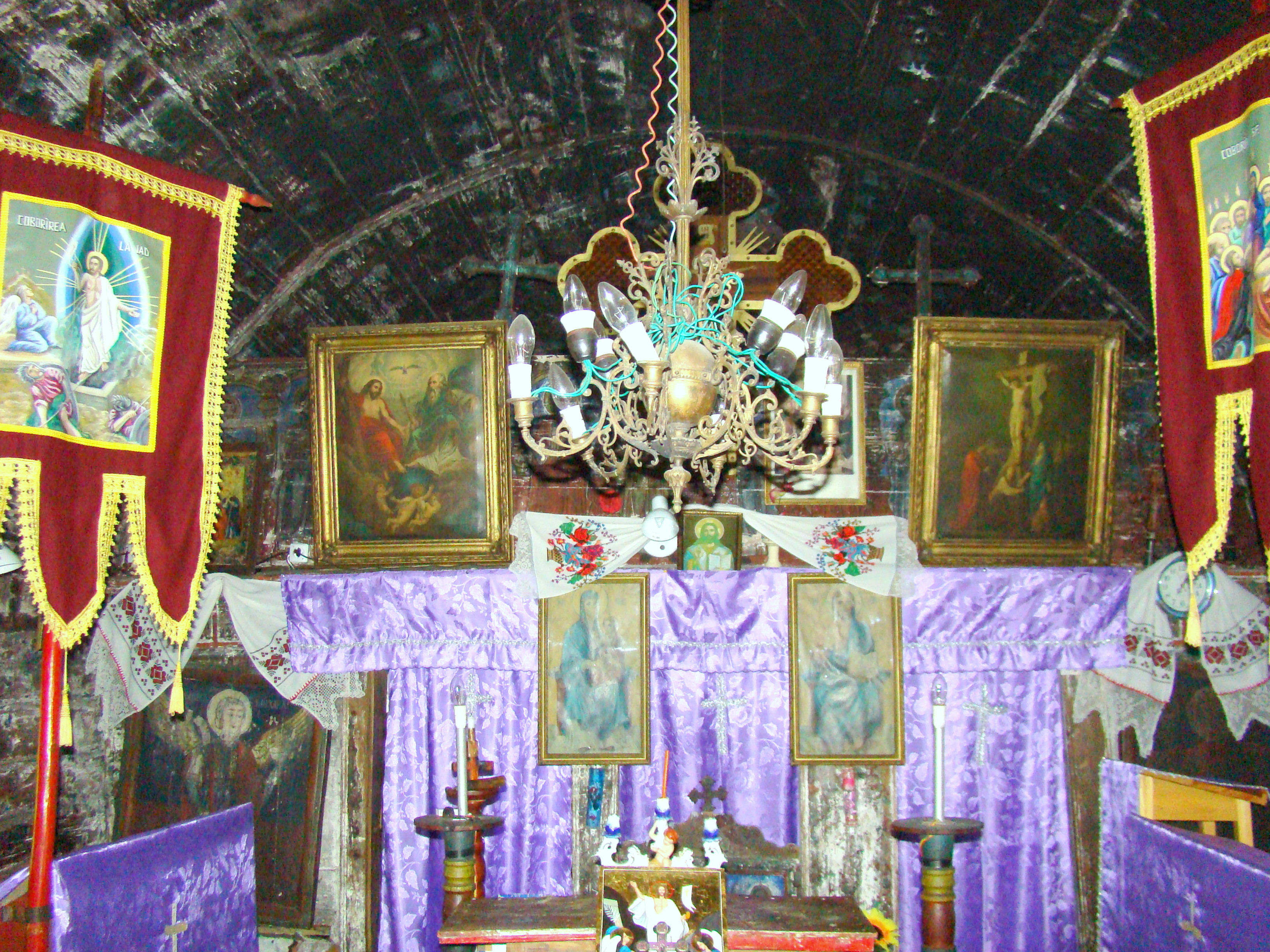

Bilder der Holzkirche